# سیارک ۲۶۱
سیارک ۲۶۱ (به انگلیسی: 261 Prymno) دویست و شصت و یکمین سیارک کشف شده‌است که در ۳۱ اکتبر ۱۸۸۶ کشف شد.
قدر مطلق سیارک برابر ۹٫۴۴ است.